# Bahnhof Cluj Napoca

Der Bahnhof Cluj Napoca (bis zum Ersten Weltkrieg und im Zweiten Weltkrieg ungarisch Kolozsvár, bis 1974 Cluj) ist der größte Bahnhof in Cluj-Napoca, der zweitgrößten Stadt Rumäniens. Er liegt an den Bahnstrecken Cluj Napoca–Războieni und Oradea–Cluj Napoca und wird als Personenbahnhof mit fünf Bahnsteiggleisen und als Güterbahnhof genutzt.

## Geschichte
Im damals zum Königreich Ungarn gehörenden Siebenbürgen wurde der Bahnhof von der Privatbahn Magyar Keleti Vasúttársaság unter Leitung des englischen Bauunternehmers Charles Waring als Teil der Hauptbahn Nagyvárad–Brassó errichtet und am 7. September 1870 zusammen mit dem ersten Abschnitt Nagyvárad–Kolozsvár, der heutigen Strecke Oradea–Cluj Napoca, eröffnet. Der Bahnhof wurde mit dem Bau des am 14. August 1873 eröffneten Streckenabschnitts bis Kocsárd an der Strecke nach Războieni zum Zwischenbahnhof. 1876 ging der Bahnhof mit der Verstaatlichung der Magyar Keleti Vasúttársaság zur ungarischen Staatsbahn Magyar Államvasutak über.
Das erste Empfangsgebäude wurde vom österreichischen Ingenieur Carl von Ghega entworfen und am 7. Januar 1869 dessen Grundstein gelegt. Im Empfangsgebäude wurden neben Büros, Schalter und Lagerräumen ein Bahnhofsrestaurant mit einer Terrasse auf dem Hausbahnsteig eingerichtet. Das neue Empfangsgebäude aus Backstein wurde zwischen 1902 und 1907 nach Plänen des ungarischen Architekten Ferenc Pfaff errichtet und ist in die rumänische Denkmalliste eingetragen.
Mit der Angliederung Siebenbürgens an Rumänien gelangte 1920 der Bahnhof Cluj unter die Verwaltung der Căile Ferate Române.
Im Zweiten Weltkrieg wurde der Bahnhof 1944 von beiden Kriegsparteien beschädigt: Er wurde am 2. Juni von den United States Army Air Forces im Rahmen der Operation Frantic bombardiert, wodurch das Empfangsgebäude zu einem großen Teil einstürzte. Im Herbst beschädigten die deutsch-ungarischen Truppen bei ihrem Rückzug den Bahnhof weiter. Nach dem Krieg wurde der Bahnhof neu aufgebaut.
Das Verkehrsministerium ließ Mitte der 1970er Jahre östlich des Empfangsgebäudes ein zusätzliches, kleineres Gebäude errichten, das 1976 fertiggestellt wurde und als Empfangsgebäude dem Nahverkehr der Pendler diente. Aufgrund gesunkener Fahrgastzahlen wurde das Gebäude 2011 geschlossen und seine Funktionen wieder zurück in das große Empfangsgebäude verlagert.
1984 wurde der Bahnhof zusammen mit der Strecke von Războieni elektrifiziert.
Im Jahr 2012 wurden die beiden, nach dem Zweiten Weltkrieg errichteten Mittelbahnsteige saniert und die Bahnsteighöhe angehoben. Zwischen 2014 und 2018 wurde der Bahnhofsplatz neu gestaltet. 2022 kündigte der Verkehrsminister Lucian Bode an, den Bahnhof zusammen mit der Strecke nach Oradea bis 2026 zu modernisieren. Die Arbeiten umfassen neben Änderungen an den Gleisen den Bau von Rampen für einen barrierefreien Bahnsteigzugang sowie die Installation einer Bahnsteigbeleuchtung mit Leuchtdioden.

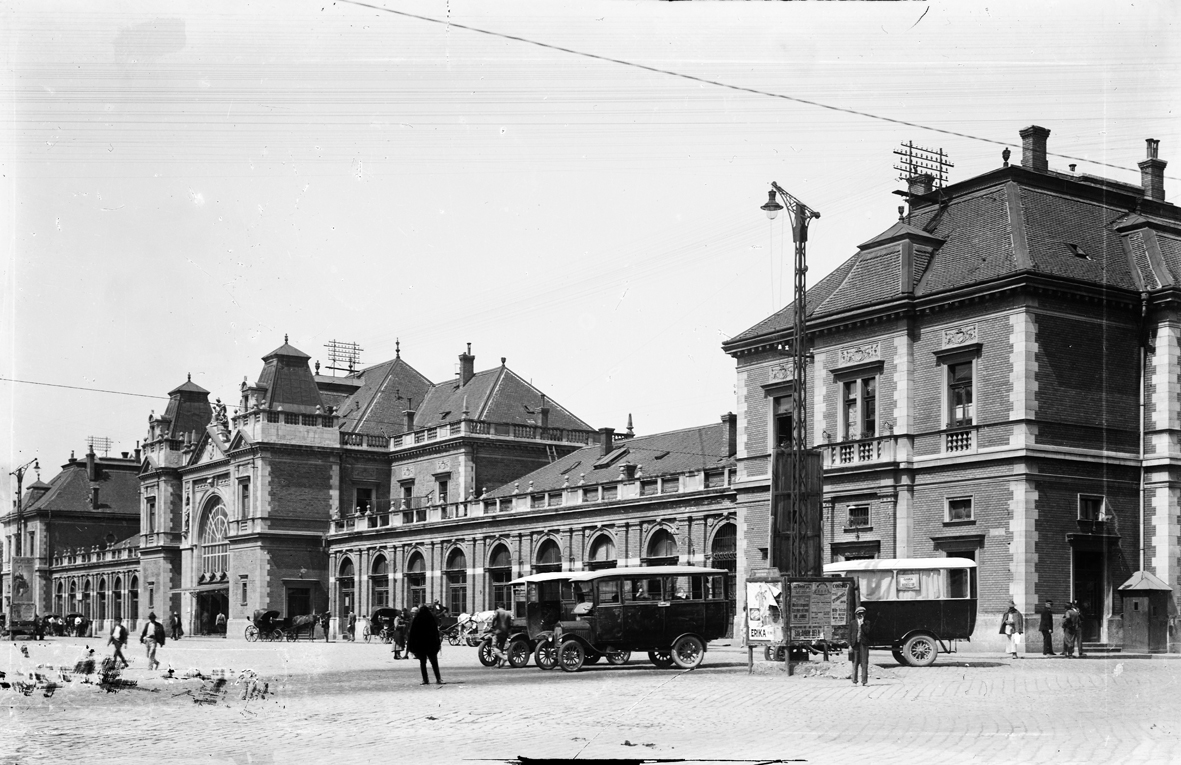
Empfangsgebäude (Anfang 20. Jahrhundert)
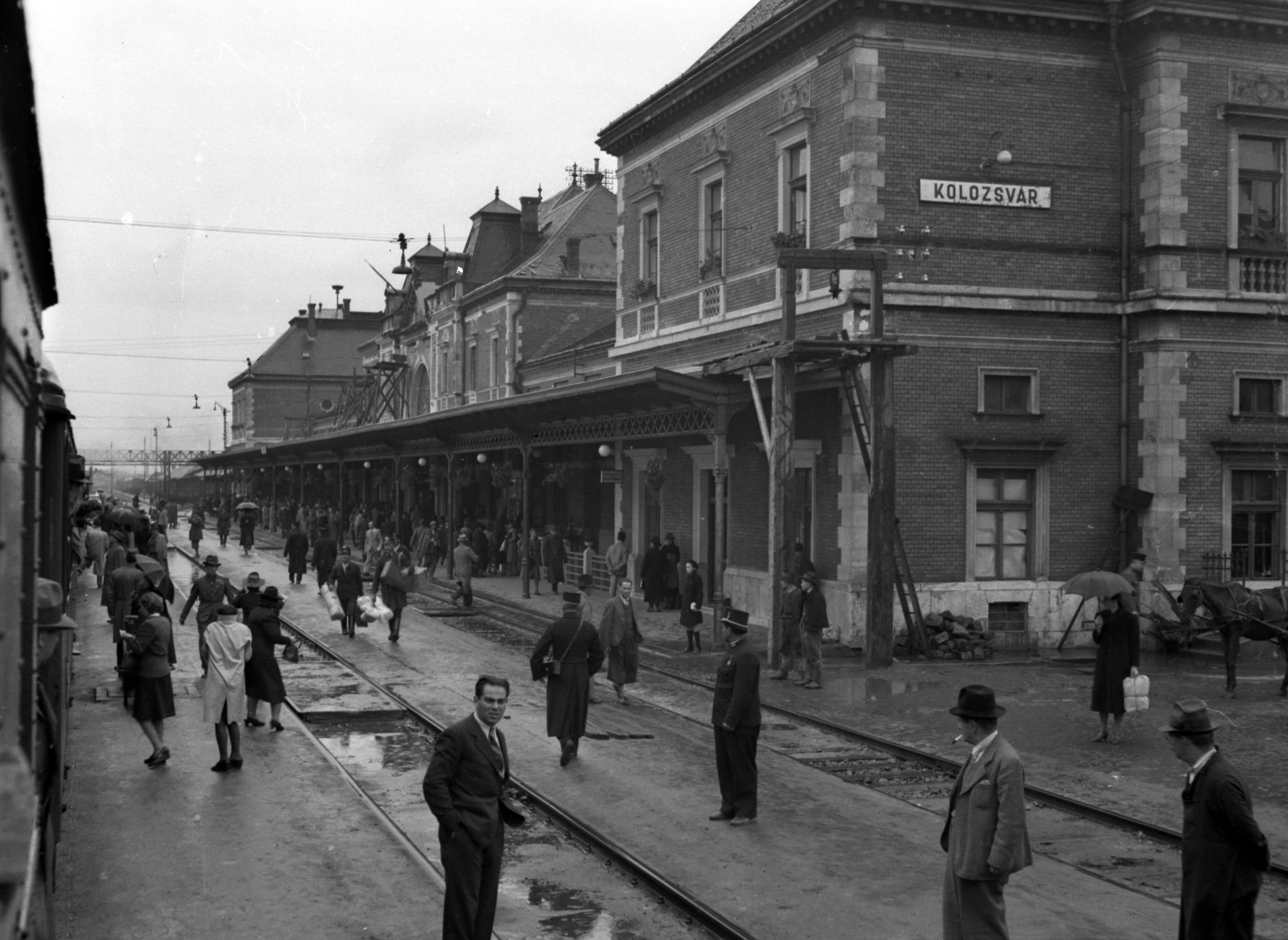
Bahnsteige und Empfangsgebäude (1941)
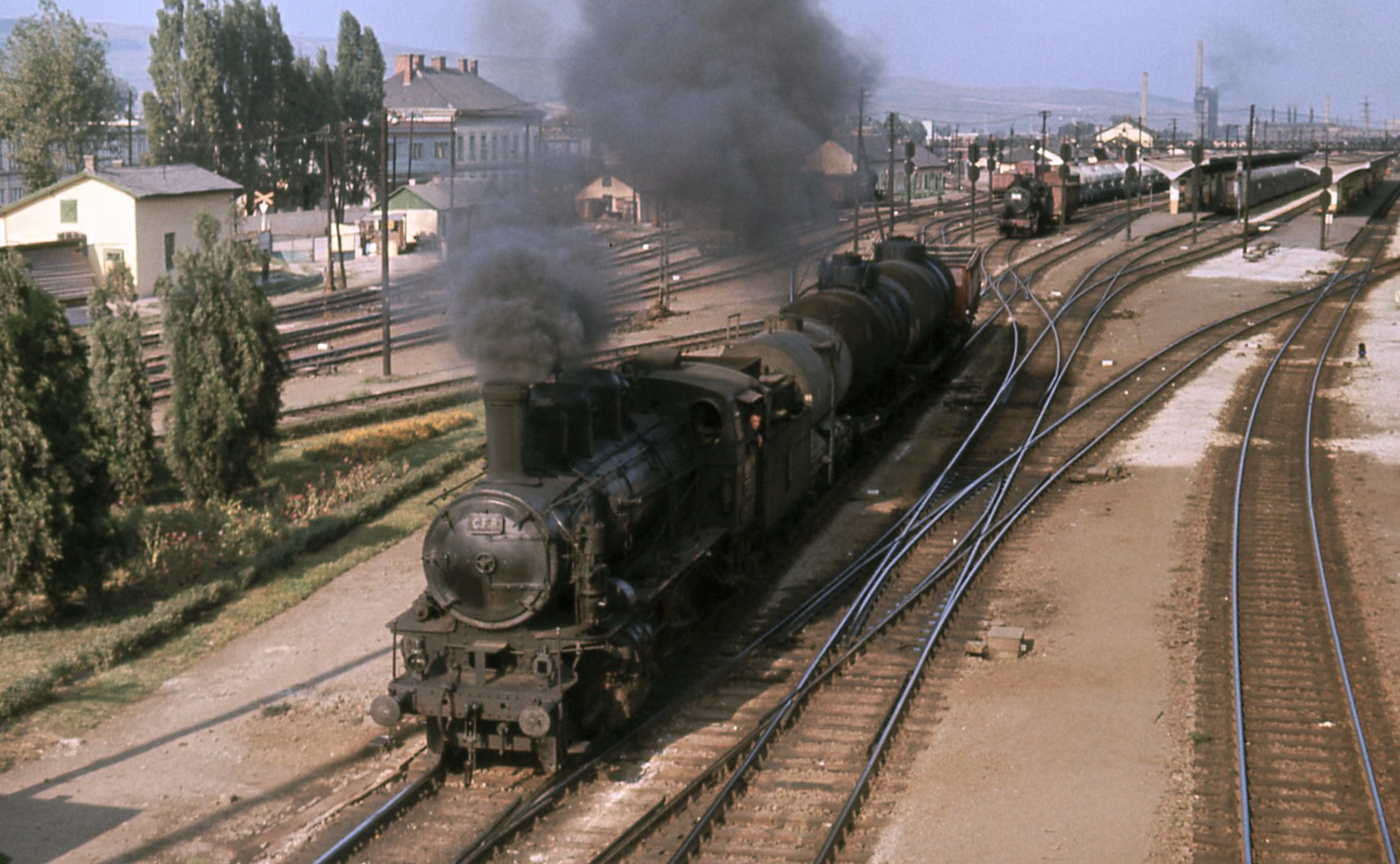
Gleisanlagen am Westkopf (1972)
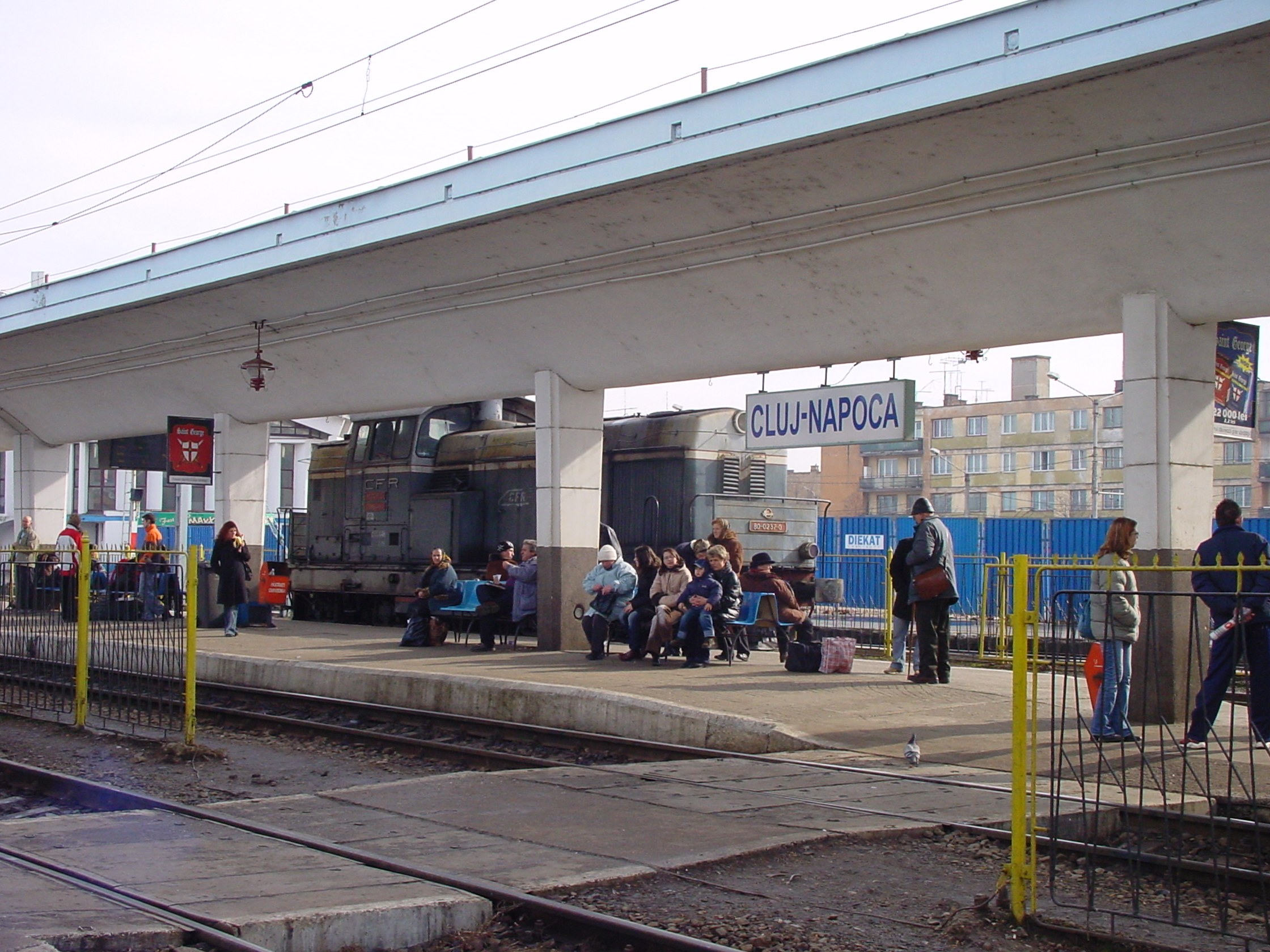
Reisendenübergang (2006)
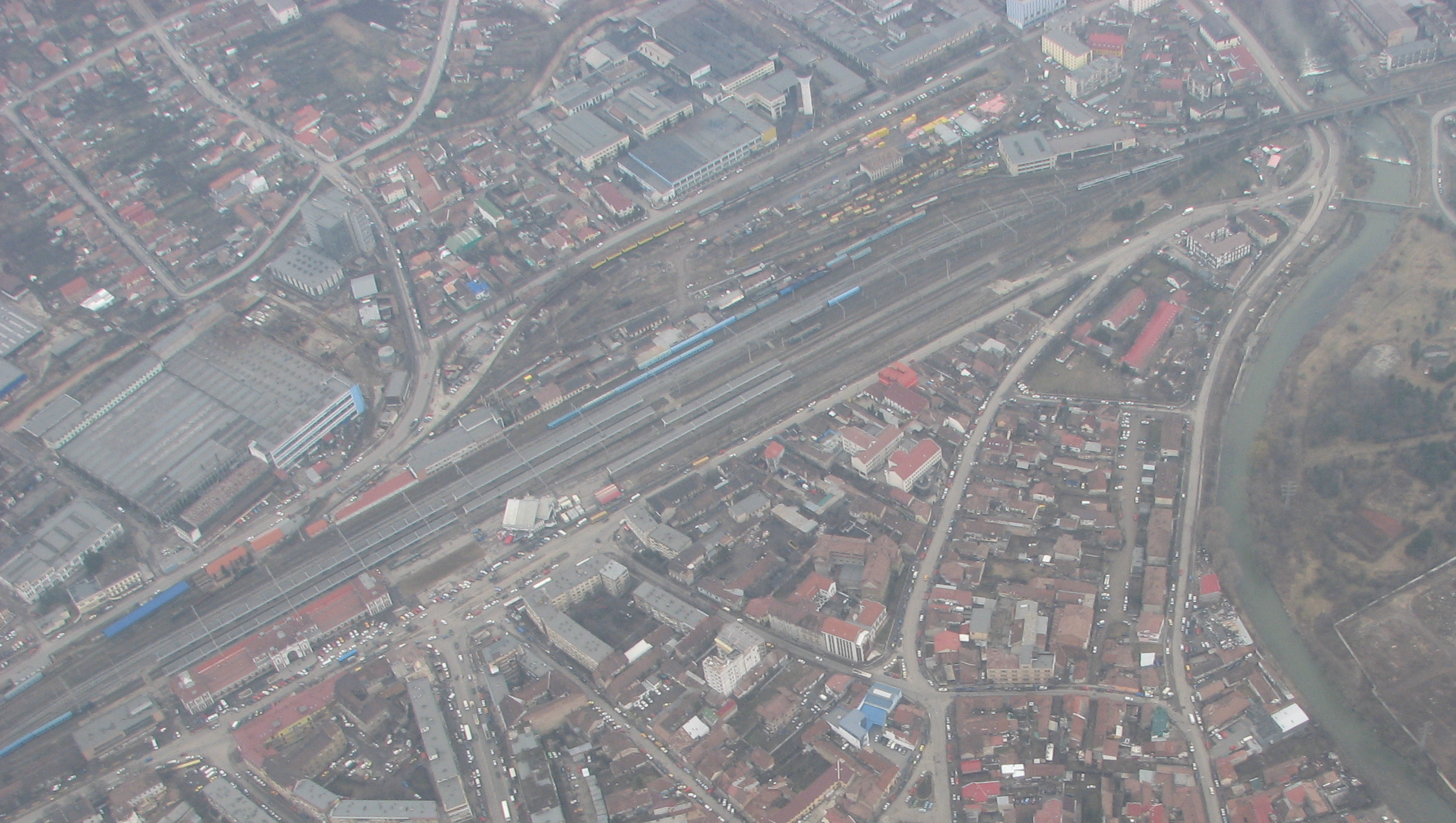
Luftbild (2008)
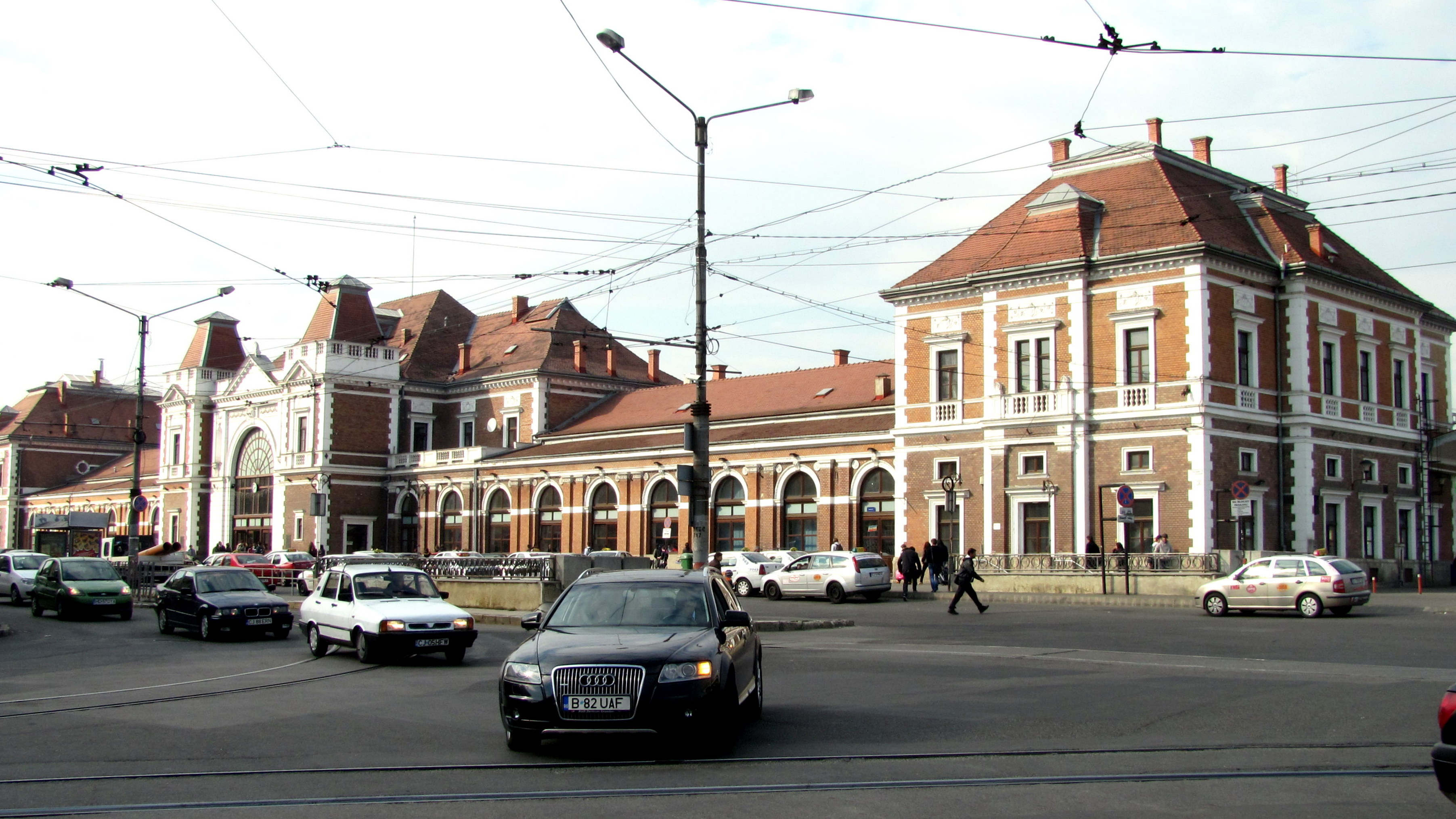
Empfangsgebäude und Bahnhofsvorplatz (2011)

## Verkehr

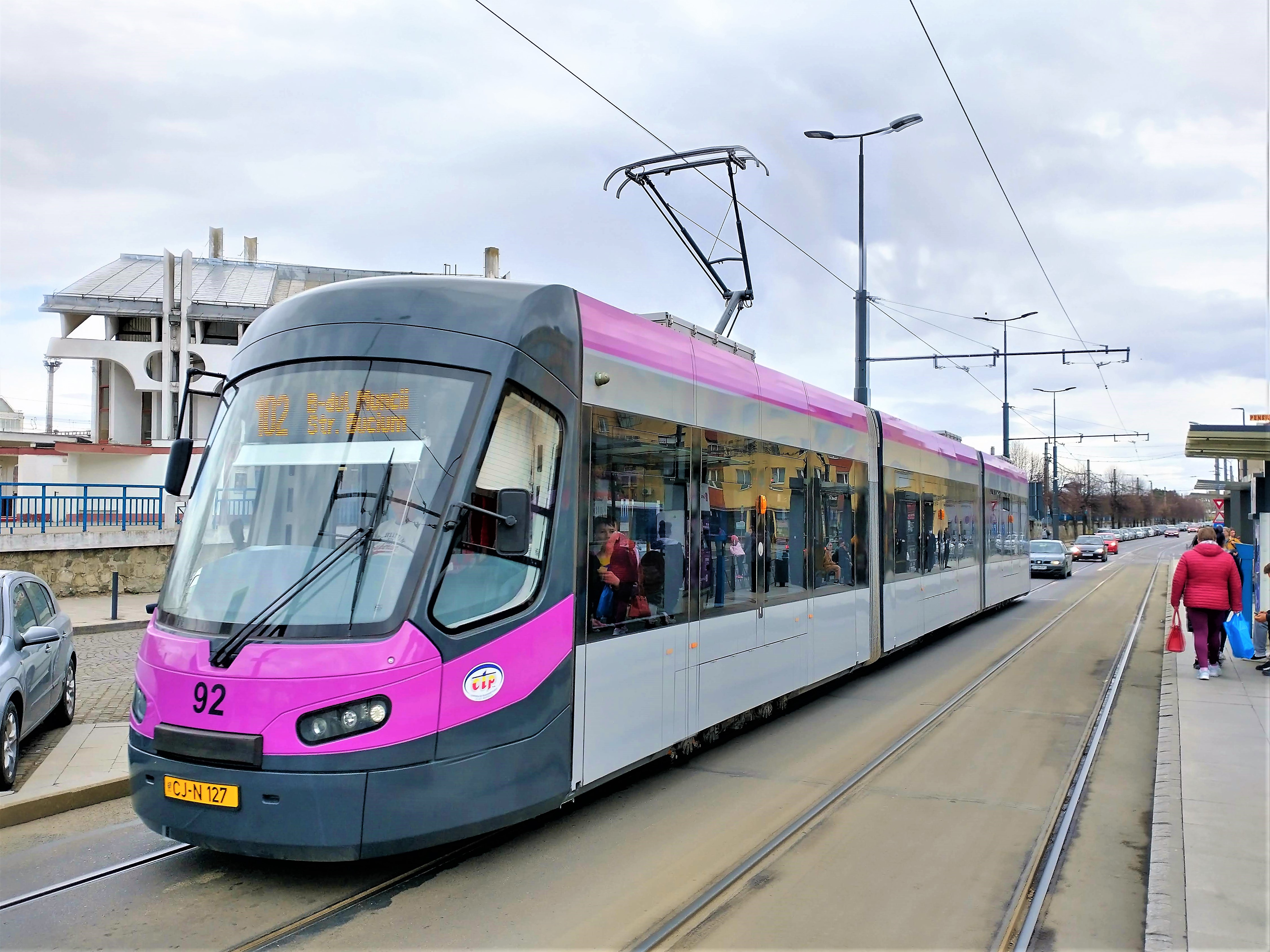
Straßenbahn auf dem Bahnhofsplatz

Im Bahnhof Cluj Napoca halten mehrere internationale Fernverkehrszüge von und nach Budapest Keleti pályaudvar und Wien Hauptbahnhof. Der Bahnhof ist mit täglichen direkten Zügen und Kurswagen mit allen größeren Bahnhöfen in Rumänien verbunden. Außerdem verkehren Regio-Züge in Nordwestrumänien.
Von 1893 bis 1902 verkehrte die Dampfstraßenbahn zwischen dem Bahnhofsvorplatz und der Innenstadt.
Die erste Linie des Oberleitungsbusses Cluj zum Bahnhofsvorplatz wurde 1959 eröffnet. 1987 wurde der Bahnhofsvorplatz an das Netz der in diesem Jahr in Betrieb genommenen Straßenbahn Cluj-Napoca angebunden.
Zudem verkehren am Bahnhofsplatz mehrere Linien des städtischen und außerstädtischen Omnibusverkehrs der Compania de Transport Public Cluj.